# Belchite
Belchite (Belchit em aragonês) é um município da Espanha na província de Saragoça, comunidade autónoma de Aragão. Tem 273,7 km² de área e em 2021 tinha 1 540 habitantes (densidade: 5,6 hab./km²).
A povoação original foi destruída na Batalha de Belchite durante a Guerra Civil Espanhola e foi depois mantida como cidade fantasma. Uma nova povoação com o mesmo nome foi construída ao lado da original.

## Demografia
| Variação demográfica do município entre 1991 e 2007 | Variação demográfica do município entre 1991 e 2007 | Variação demográfica do município entre 1991 e 2007 | Variação demográfica do município entre 1991 e 2007 | Variação demográfica do município entre 1991 e 2007 |
| --------------------------------------------------- | --------------------------------------------------- | --------------------------------------------------- | --------------------------------------------------- | --------------------------------------------------- |
| 1991                                                | 1996                                                | 2001                                                | 2004                                                | 2007                                                |
| 1680                                                | 1628                                                | 1612                                                | 1572                                                | 1647                                                |